# Повісті Тараса Шевченка

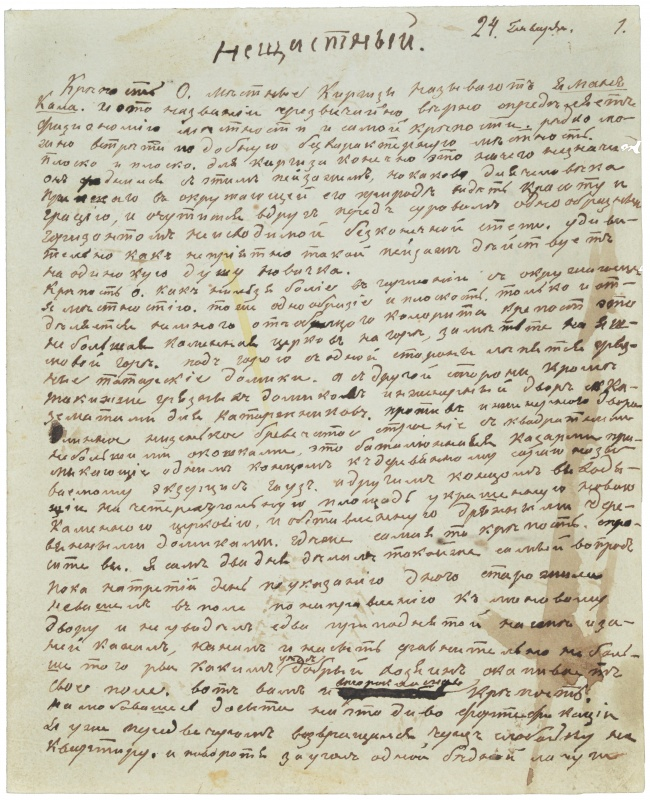
Факсиміле повісті Шевченка «Нещасний» (1855)

До нашого часу збереглося 9 повістей Тараса Шевченка, створені ним між 1852—1858 роками російською мовою під час його заслання у Новопетровському укріпленні та перебування у Нижньому Новгороді, хоча існують відомості що він написав їх близько двох десятків.

## Історія
У Новопетровському укріпленні Шевченко написав такі повісті російською мовою: «Наймичка» (1853), «Варнак» (1853), «Княгиня» (1853), «Музикант» (1855), «Нещасний» (1855), «Капітанша» (1855), «Близнюки» (1855), «Художник» (1856) і «Прогулянка з задоволенням і не без моралі» (1858), яка була розпочата на засланні й завершена у Нижньому Новгороді. У листі до Пантелеймона Куліша від 25 січня 1858 року Шевченко повідомляв, що у нього повістей «десятків коло двох набереться», проте до нашого часу дійшли лише 9. Відомо ще про повість «Из ничего почти барин», задуману першою, але невідомо чи написану. У зв'язку із забороною писати й малювати, перші дві повісті письменник мусив підписувати фіктивними датами: «Наймичка» — 25 лютого 1844, Переяслав (замість справжньої 1852—1853); «Варнак» — 1845, Київ (замість кінець 1853 — початок 1854). Проте, відчувши послаблення нагляду і приязне ставлення коменданта Іраклія Ускова, наступні повісті Шевченко підписував справжніми датами. 

## Складова
У повістях Шевченка висловлюється революційно-демократична і волелюбна ідеологія, так само, як і в його поезії. У трьох з них використані сюжети відомих поем — «Наймичка», «Варнак», «Княжна»; інші цілком оригінальні, в них письменник викривав самодержавство, жорстокість кріпосників, аморальність царських офіцерів. У той же час Шевченко-прозаїк з великою теплотою вивів позитивні характери трудових людей, представників світу мистецтв, продемонстрував їх шляхетні і гуманні ідеали, прагнення до освіти.
Повісті Шевченка не дорівнюють своєю мистецькою якістю його поетичним творам і за життя поета не друкувалися. Вони пов'язані з традиціями сатирично-викривальної прози Миколи Гоголя. Щедре використання в їхній мові українізмів надає цим творам українського національного колориту. Значне місце у повістях Шевченка посідав узагальнений автобіографічний елемент: спогади про дитинство («Княгиня»), епізоди з життя в Петербурзі й навчання в Академії мистецтв («Художник»), докладні описи поїздок в Україну («Музикант», «Капітанша», «Прогулянка з задоволенням і не без моралі»). Події юності, поїздки по Україні й життя на засланні зображено в повістях Шевченка з погляду зрілої людини, за плечима якої багатий і гіркий життєвий досвід. Таке переосмислення біографічного матеріалу — психологічне перевтілення автора в образ свого героя, введення фактів з особистого життя в сюжетно завершені історії персонажів, створених фантазією письменника, — є однією з характерних рис творчої манери Шевченка.

### «Наймичка»
У повісті «Наймичка» використано фабулу однойменної поеми. В цьому творі Шевченко продовжив розробляти тему трагічної долі зведеної представником вищого суспільного стану жінки з народу, поширену у світовій, зокрема й російській та українській, літературі кінця XVIII — перших десятиліть XIX століть. Одна з центральних тем Шевченкової творчості (поеми «Катерина», «Слепая», «Відьма», «Марина», повість «Капітанша») — тема покритки в «Наймичці» розкривається в новому аспекті: зображенні морально-психологічної драми матері позашлюбної дитини, змушеної заради її щастя приховувати своє материнство.

### «Варнак»
Сюжет повісті «Варнак» близький до сюжету однойменної поеми, створеної на засланні 1848 року. Дія повісті відбувається в Оренбурзькому краї та на Волині. Шевченко як очевидець розповідає про ці місцевості й побут людей. На початку твору подано характеристику Оренбурзького краю, відзначено деякі риси побуту уральських козаків, розповідається про Ілецьку (Соляну) Защиту — місто на Оренбуржчині, в якому поет побував, очевидно, восени 1850 року, згадано деякі інші реалії місцевого колориту. У повісті відбилися також враження Шевченка від поїздки по Волині та Поділлю за завданням Тимчасової комісії для розбору давніх актів у Києві (Київської археографічної комісії) восени 1846 року.

### «Княгиня»
У творі «Княгиня» використано окремі сюжетні мотиви й епізоди написаної 1847 року на засланні поеми «Княжна» (мотив нерівного шлюбу, епізоди розгульного життя князя, голоду й пожежі на селі тощо). Порівняно з поемою повість — новий варіант історії руйнування і виродження поміщицької родини, теми, що розроблялася у багатьох Шевченкових творах («Петрусь», «Музикант», «Нещасний» й інших). Центр розповіді в «Княгині» зміщується з дочки-княжни на матір, життя якої закінчується божевіллям. Сцена божевілля княгині близька до кінцевих епізодів поем «Сліпа» і «Марина». Як і в інших повістях, жорстоким й аморальним поміщикам, що занапастила долю єдиної доньки, Шевченко протиставляє «добрих людей» з народу — заможного селянина і няньку, які взяли на себе догляд покинутої доньки княгині.

### «Музикант»
Центральна тема повісті «Музикант» — трагедія кріпака-інтелігента, одна з головних тем прозової творчості Шевченка, започаткована ним у повісті «Варнак», пізніше розвинена в «Художнику». Повість оповідає про кріпосного музиканта Тараса, який покохав дівчину-дворянку та боляче переживає своє принизливе становище у суспільстві і про те як його викупає з кріпацтва дрібний поміщик-хуторянин. Другою сюжетною лінією повісті — є трагічна доля артистки Тарасевич.

### «Нещасний»
Повість «Нещасний» має морально-дидактичну спрямованість, вона постала як художній результат осмислення занотованих згодом, результатів спостережень Шевченка в побутових сцен в Орській фортеці. У повісті відтворюються обставини, в яких деформується особистість дворянських дітей, так званих «нещасних», зображених в образі головного героя твору — Іполита Хлюпіна, дворянина, записаного в рядові з волі рідної матері. Шевченко покладає провину за появу таких моральних виродків, цілковито на їхніх батьків, які, на його думку, такі ж самі за рівнем морального розвитку, або, деградації. Повість «Нещасний», на думку більшості дослідників прози Шевченка, належить до найбільш вдалих з художнього погляду його творів повістевого жанру. Чи не першим досить високу оцінку цій повісті дав Микола Костомаров, висловивши переконання, що вона посіла б «почесне місце серед найкращих творів наших белетристів, якщо б вона була надрукована»

### «Капітанша»
Твір «Капітанша» побудований як повість у повісті. Основна його частина — розповідь оповідача про поїздку з Москви в Україну. Змалювання цієї подорожі має автобіографічну основу і відбиває окремі факти поїздки Шевченка з Петербурга в Україну весною 1845 року. Вставне оповідання «Капітанши», представлене автором як «розповідь очевидця», яке по суті і є ядром твору, якому підпорядковані попередня і наступна його частини, де описується цілий ряд історичних реалій. Тематично повість «Капітанша» є традиційною для Шевченка — це започаткована поемою «Катерина» розповідь про долю покритки. Але, на відміну від творів подібної проблематики у його творчості, головну увагу в «Капітанші» зосереджено виключно на образах позитивних героїв (Якима Тумана, Віктора Олександровича), де Шевченко реалізував у них свої пошуки художнього осмислення духовних основ народного національного характеру. У повісті порушується тема непомітного героїзму представників нижчих шарів суспільства, у підкресленні моральної гідності «простих людей», в «ідеї моральної переваги людей „простого звання“ над благородними». Ця ідейна тенденція дуже помітна в суперечливих образах морально розбещеного, егоїстичного гультяя-капітана, про якого Шевченко не без іронії говорить як про представника «найблагороднішого і найаристократичнішого походження», і солдата-українця Якима Тумана, працьовитого, наполегливого, альтруїстичного у власних турботах про ближнього. Стосовно цілої повісті, це протиставлення моральних, а в основі своїй також і національних типів — протиставлення російського і українського світів.

### «Близнюки»
У повісті «Близнюки» Шевченко порушує тему нового героя — інтелігента-різночинця, започатковану у повістях «Варнак» та «Музикант», продовжує розробляти тему згубного впливу військового середовища на формування людської особистості, знову торкається однієї з головних тем своєї творчості — теми покритки. Головна проблема твору — питання виховання, яка була актуальною в українській та російській літературі 30—40-х років XIX століття.

### «Художник»
У повісті «Художник» Шевченко продовжує розробляти тему долі кріпака-інтелігента, започатковану ним у повістях «Варнак» та «Музикант». Проблема трагізму становища обдарованої людини з народу в різних варіантах широко розроблялася прогресивною тогочасною літературою. Твір є важливим джерелом відомостей про біографію Шевченка в часи перебування у Петербурзі й навчання в Академії мистецтв. Повість цікава як документ епохи, у ній описані глибокі, яскраві характеристики видатних діячів культури того часу — благодійників автора: Карла Брюллова, Олексія Венеціанова, Василя Жуковського, Михайла Вієльгорського; а також його сучасників та друзів — Василя Штернберга, Григорія Михайлова, Петра Соколова, Аполлона Мокрицького, Карла Йоахіма й інших.

### «Прогулянка з задоволенням і не без моралі»
У повісті «Прогулянка з задоволенням і не без моралі» певною мірою використано жанр «подорожнього нарису», що розвинувся у світовій літературі протягом XVIII — першої половини XIX століть. У подорожніх нотатках художника Дармограя, в особі якого легко розпізнається сам автор, Шевченко розповідає життєві історії героїв і водночас у численних публіцистичних та ліричних відступах розкриває свої суспільні погляди, педагогічні ідеї, знайомить читача з власними літературними та мистецькими уподобаннями. У сюжеті повісті важливу роль відіграє мемуарний елемент — спогади про другу подорож по Україні, роки навчання в Академії мистецтв й інше.

## Видання повістей
Свої повісті Шевченко підписував псевдонімом «Кобзар Дармограй». Спершу через те, що не міг виступати під своїм власним прізвищем, а згодом, аби відмежувати свою прозу від поезії. Проте за його життя не було надруковано жодної повісті. Почасти й через те, що виданню не сприяли Шевченкові друзі-літератори.
Пантелеймон Куліш у листі до Шевченка від 20 січня 1858 року писав:
|  | Не хапайся, братику, друкувати московських повістей. Ні грошей, ні слави за них не здобудеш. Адже ж і Данте, і Петрарка думали, що прославляться латинськими своїми книгами. Отак тебе морочить ся москальщина. Цур їй! Лучче нічого не роби, так собі сиди та читай, а ми тебе хлібом прогодуємо, аби твоє здоров'є! |

Далі, у листі від 1 лютого Куліш пише:
|  | Про московські ж повісті скажу, що зневажиш ти їми себе перед світом, та й більш нічого. Щоб писать тобі по-московськи, треба жити між московськими писателями і багато чого набраться [...] Якби в мене гроші, я б у тебе купив їх усіх та й спалив. Читав я твою «Княгиню» і «Матроса». Може, ти мені віри не піймеш, може, скажеш, що я московщини не люблю, тим і ганю. Так от же тобі: ні одна редакція журнальна не схотіла їх друкувати |

Те, що редакція журнал не схотіла надрукувати повістей Шевченка, підтверджує лист від Сергія Аксакова:
|  | Я не раджу Вам друкувати цю повість.. Вона незрівнянно нижча від вашого віршованого таланту. [...] Я без будь-якої перестороги кажу Вам цілковину правду. Я думаю, що такому таланту, як Ви, можна сміливо говорити її, не боячися образити ваше людське марнославство |

Після цього листа Шевченко припинив спроби надрукувати свої прозові твори.
Після смерті Шевченка рукописи повістей і деяких драматичних творів перейшли на зберігання до Михайла Лазаревського, який потім в журналі «Основа» (1862 рік. № 3. С. 142—143) розмістив оголошення про їхній продаж («Извещение о прозаических сочинениях Т. Гр. Шевченка на великорусском языке»). Після цього рукописи опинилися у Миколи Костомарова і пролежали у нього без руху майже двадцять років. Протягом 1880-х років драматичні і прозові твори Шевченка друкувалися окремо в різних виданнях, а незабаром з'явилися окремим виданням: «Поеми, повісті та оповідання Т. Г. Шевченка, писані російською мовою» (видання редакції «Киевская старина». Київ. 1888 рік). Деякі з них, вперше побачили світ на сторінках журналу «Киевская старина». Наукова публікація повістей за автографами, почалася в середині XX століття.